# جی‌وای‌پی انترتینمنت
جی‌وای‌پی اینترتینمنت کورپوریشن (به انگلیسی: JYP Entertainment Corporation، به کره‌ای: JYP 엔터테인먼트) یک شرکت خوشه‌ای چندملیتی سرگرمی و ناشر موسیقی در کره جنوبی است که در سال ۱۹۹۷ توسط جی وای پی تأسیس شد. این شرکت، یکی از بزرگ‌ترین کمپانی‌های سرگرمی در کرهٔ جنوبی است و به‌عنوان ناشر موسیقی، آژانس استعدادیابی، کمپانی تهیهٔ موسیقی، مدیریت رویداد، تهیهٔ کنسرت و خانهٔ انتشار موسیقی درحال فعالیت است. این شرکت همچنین سرمایه‌گذاری‌های فرعی و بخش‌های متعددی در سطح جهانی دارد.
از هنرمندان شاخص این مجموعه می‌توان توپی‌ام، دی‌سیکس، توایس، استری کیدز
، بوی استوری، ایتزی، نی‌زی‌یو، Xdinary Heroes و ان‌میکس را نام برد و همین‌طور از هنرمندان سابق مطرح این کمپانی، می‌توان به رین، جی.او.دی، واندر گرلز، توای‌ام، میس ای و گات‌سون اشاره کرد. از هنرمندان سولوی مطرح این کمپانی می‌توان به ایم نایون و برنارد پارک اشاره کرد.

## تاریخچه
جی‌وای‌پی انترتینمنت در سال ۱۹۹۷، توسط خواننده-ترانه‌سرای اهل کرهٔ جنوبی پارک جین-یونگ تأسیس شد.
در سال ۲۰۱۸ به دنبال موفقیت‌های بسیار زیاد گروه توایس، جی‌وای‌پی اینترتینمنت توانست به رتبه اول بزرگترین کمپانی کی-پاپ دست یابد.